# 스페이스볼
《스페이스볼》(영어: Spaceballs)은 미국에서 제작된 1987년 스페이스 오페라 패러디 영화이다. 멜 브룩스가 연출, 공동 각본, 제작을 맡고, 빌 풀먼 등과 함께 출연하였다.

## 출연진
- 빌 풀먼
- 존 캔디
- 대프니 저니가
- 릭 머래니스
- 조앤 리버스
- 멜 브룩스
- 조지 와이너
- 딕 밴패튼
- 마이클 윈즐로
- 로니 그레이엄
- 짐 J. 불럭
- 레슬리 베비스
- 샌디 헬버그
- 돔 덜루이즈
- 론다 시어

## 기타 제작진
- 공동 제작: 에즈라 스워들로
- 배역: 데이비드 루빈, 빌 셰퍼드
- 미술: 테런스 마시
- 의상: 돈펠드
- 음향: 랜디 톰